# Руффо, Бруно
Бруно Руффо (итал. Bruno Ruffo; 9 декабря 1920, Колоньола-аи-Колли, Венето, 10 февраля 2007, Верона) — итальянский мотогонщик. Трехкратный чемпион мира по шоссейно-кольцевых мотогонок серии Гран-При: дважды в классе 250cc (1949 и 1951 годы) и в 125cc (1950).

## Биография
Бруно Руффо был сыном механика, который руководил мастерской мотоциклов. В гонках дебютировал в возрасте 17 лет.
В дебютном сезоне чемпионата мира по шоссейно-кольцевым мотогонкам серии Гран-При, который проходил под эгидой Международной мотоциклетной федерации в 1949 году, Бруно на мотоцикле Moto Guzzi стал лучшим.
В следующем сезоне Руффо, по указанию руководства Moto Guzzi, вынужден был уступить в борьбе партнеру по команде Дарио Амброзини, заняв по итогам чемпионата третье место. Вместо этого он сконцентрировал свои усилия над выступлениями в классе 125cc за команду Mondial, с которой стал двукратным чемпионом мира.
В сезоне 1951 году Бруно во второй раз выиграл чемпионат в классе 250cc, одержав четыре победы на этапах.
В сезоне 1952 году он продолжал выступать за Moto Guzzi в классе 250cc. Он был 2-м на Гран-При Нидерландов в Ассене позади своего товарища по команде Энрико Лорензетти, который позже стал чемпионом. Руффо установил быстрейший круг в трех из четырех Гран-При сезона, в которых принимал участие. Во время Гран-При Германии Руффо потерпел столкновение с Лорензетти, сломав обе ноги и получив тяжелые травмы, после которых он так и не оправился. После долгого выздоровления, он вернулся в 1953 году и выиграл две гонки национального уровня в Сиракузах и в Местре. Во время практики на острове Мэн он снова попал в аварию, повредив сломанные ноги снова. После этого Бруно Руффо в возрасте 32 лет решил оставить гонки.
Бруно завершил профессиональную карьеру в 1952 году после аварии и открыл успешный бизнес по прокату автомобилей в Вероне.
В 1955 году президент Италии Джованни Гронки наградил Бруно орденом за заслуги перед Итальянской республикой. В 2003 году президент Карло Чампи Руффо сделал кавалером ордена за заслуги перед Итальянской республикой, поставив Бруно в один ряд с такими чемпионами, как Джакомо Агостини, Пьер Паоло Бьянки, Эудженио Ладзарини и Карло Уббиали.